# غراهام كلافام
غراهام كلافام (بالإنجليزية: Graham Clapham)‏ هو لاعب كرة قدم بريطاني في مركز الوسط، ولد في 23 سبتمبر 1947 في لينكن في المملكة المتحدة. لعب مع شروزبري تاون ونادي تشستر سيتي ونيوكاسل يونايتد.